# Iasnaia Poliana

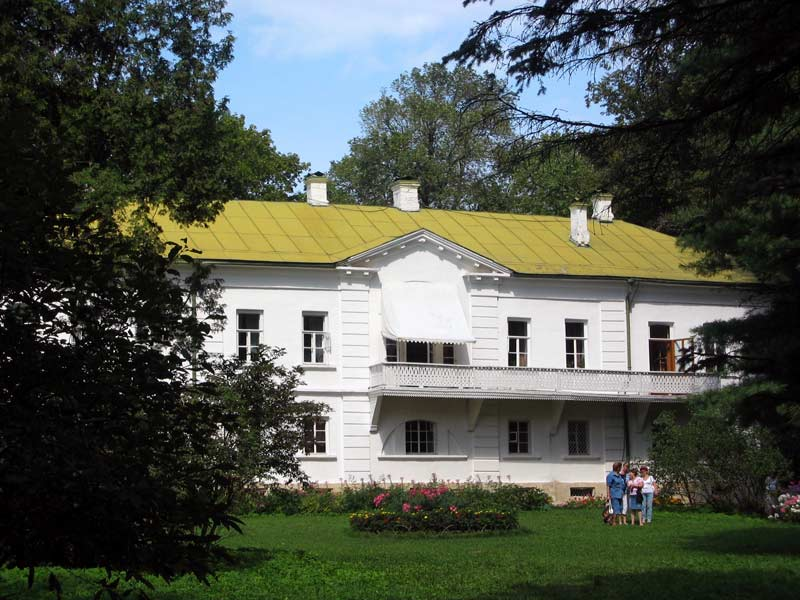
Casa de la Iasnaia Poliana - locul unde scriitorul și-a trăit cea mai mare parte a vieții

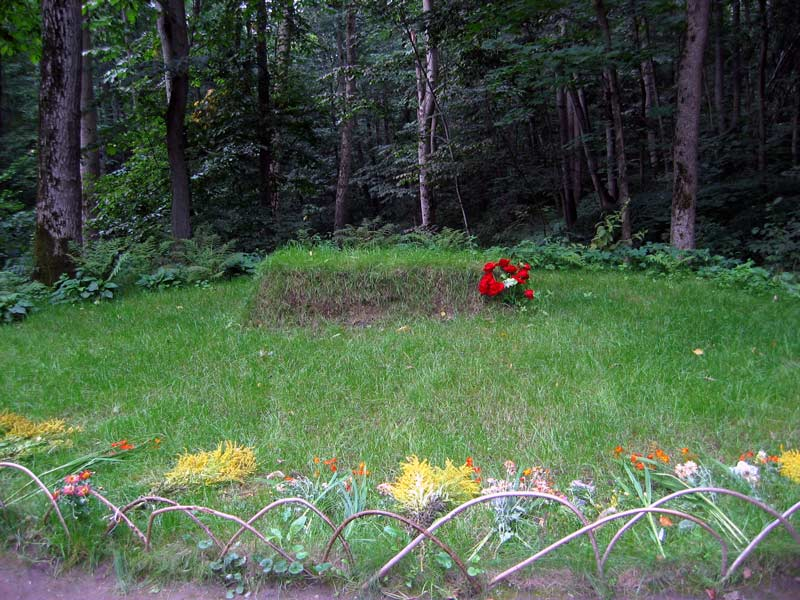
Mormântul lui Lev Tolstoi de la Iasnaia Poliana

Iasnaia Poliana (în rusă Ясная Поляна, lit. Poiana Luminoasă) a fost casa și moșia scriitorului rus Lev Tolstoi, aflată la 12 kilometri sud-vest de orașul Tula în Rusia. Lev Tolstoi s-a născut, a trăit și a fost îngropat la Iasnaia Poliana.

## Istoric
După moartea lui Tolstoi, casa de la Iasnaia Poliana a fost declarată casă memorială. La început, a fost administrată de Alexandra Tolstaia, fiica scriitorului. În prezent, director al muzeului este tot unul din urmașii lui Tolstoi. Muzeul conține obiecte personale care au aparținut scriitorului, precum și biblioteca sa personală cu 22.000 de volume. Acolo, Tolstoi a scris celebrele romane Război și pace și Anna Karenina.

## Muzeu
În cadrul muzeului se află atât casa scriitorului, cât și școala fondată de acesta pentru copiii țăranilor, și un parc în care se află mormântul lui Tolstoi. În timpul celui de-al doilea război mondial, moșia a fost ocupată de trupe naziste și avariată, dar cele mai valoroase obiecte fuseseră anterior evacuate de guvernul sovietic. După război, moșia și casa au fost restaurate și aduse la aceeași formă pe care o aveau pe când Tolstoi trăia acolo. Astăzi, Iasnaia Poliana rămâne o atracție turistică foarte populară în Rusia.

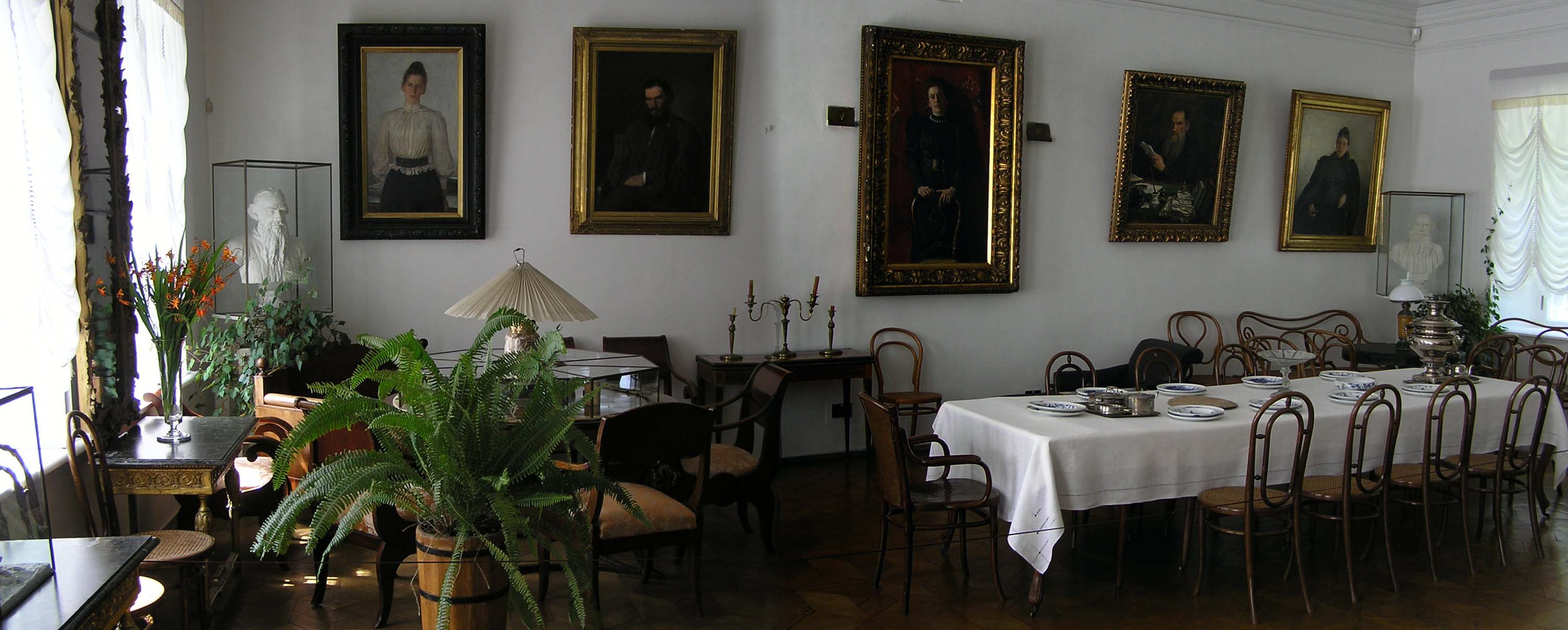
Camera de zi de la Iasnaia Poliana.